# Rigny-la-Nonneuse

Rigny-la-Nonneuse este o comună în departamentul Aube din nord-estul Franței. În 1 ianuarie 2022 avea o populație de 158 de locuitori.